# Jim Matheos
Jim Matheos (Westfield, Massachusetts, 22. studenog 1962.) američki je gitarist i osnivač progresivnog metal sastava Fates Warning. Matheos je također osnovao i progresivnu rock grupu Office of Strategic Influences u kojoj je surađivao i s bubnjarom sastava Dream Theater Mikeom Portnoyem. Osim navedenih sastava, Matheos je snimio i jedan albuma s rock grupom Gordian Knot. Matheos je također snimio i dva solo albuma.

## Diskografija

### Fates Warning
- Night on Brocken (1984.)
- The Spectre Within (1985.)
- Awaken the Guardian (1986.)
- No Exit (1988.)
- Perfect Symmetry (1989.)
- Parallels (1991.)
- Inside Out (1994.)
- Chasing Time (1995.)
- A Pleasant Shade of Gray (1997.)
- Still Life (1998.)
- Disconnected (2000.)
- FWX (2004.)
- Darkness In A Different Light (2013.)

### O.S.I.
- Office of Strategic Influences (2003.)
- Free (2006.)

### Gordian Knot
- Emergent (2003.)

### Solo izdanja
- First Impressions
- Away With Words

## Vanjske poveznice
- Službene stranice sastava O.S.I.  Arhivirana inačica izvorne stranice od 12. kolovoza 2020. (Wayback Machine)
- Službene stranice sastava Fates Warning